# Kostel svatého Petra a Pavla (Bílina)
Arciděkanský kostel svatého Petra a Pavla v Bílině v okrese Teplice je sakrální stavba, která se nachází jižně od hlavního Mírového náměstí, u cesty k zámku. Kostel je chráněn jako kulturní památka České republiky.

## Historie
Na místě vlastnického kostela, připomínaného roku 1067 (1125) byl postaven počátkem 14. století farní kostel nového města. Tento gotický kostel byl pak po požáru v roce 1568 renesančně přestavěn v letech 1573–1575 a následně ještě v letech 1870–1872 podle plánů L. Denharta.

## Architektura

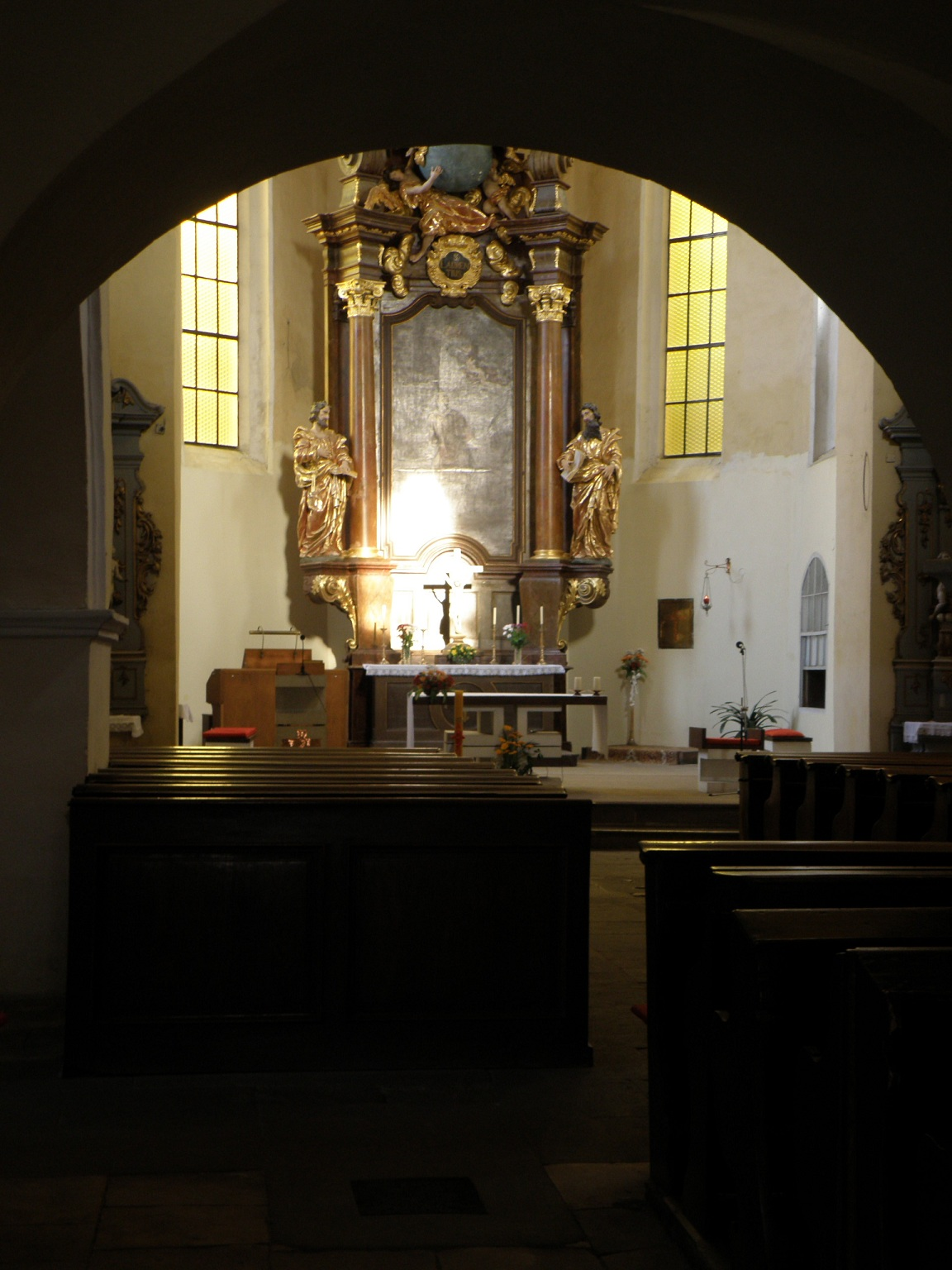
Pohled do lodi bílinského kostela

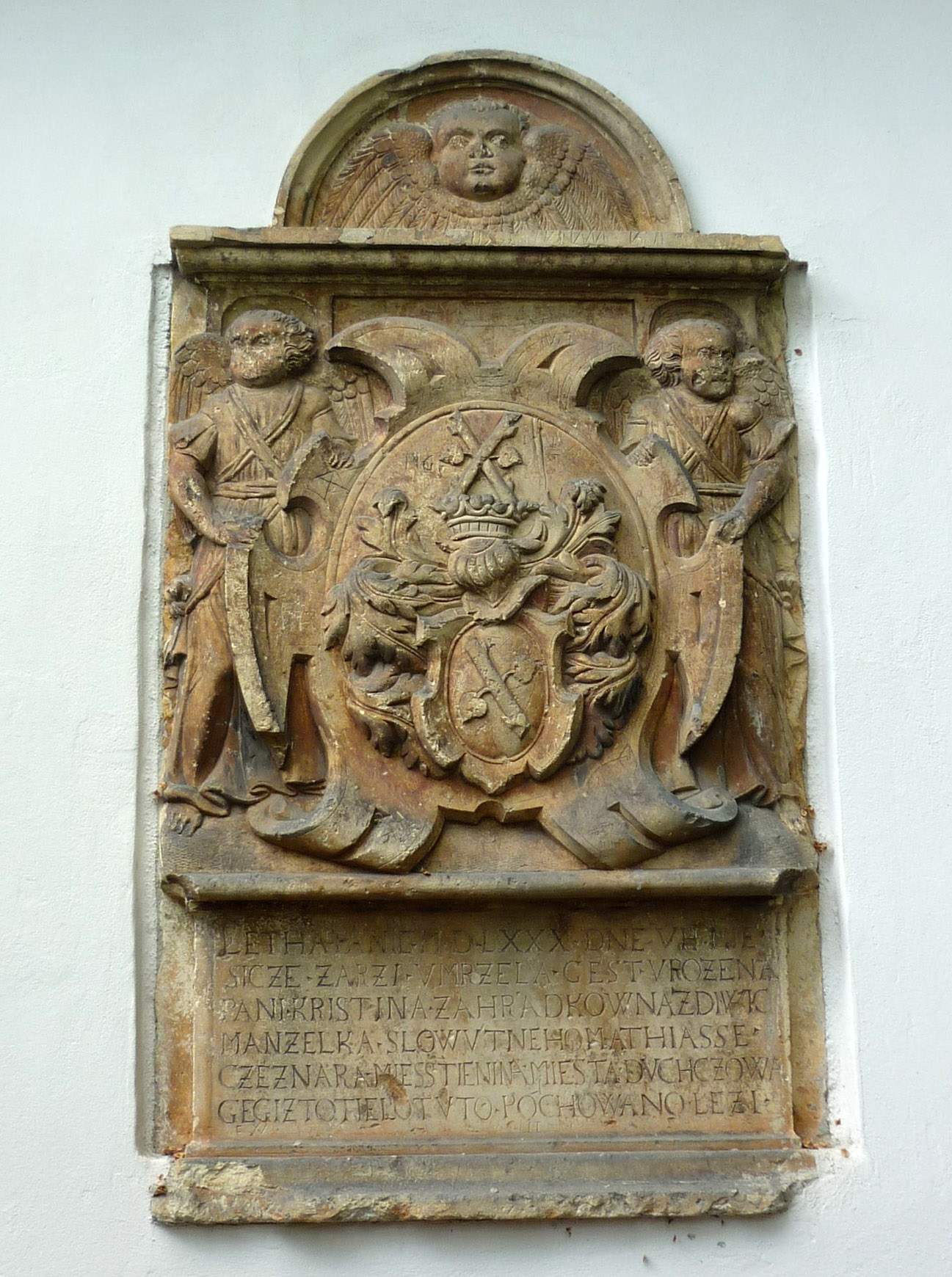
Náhrobník Kristyny Zahrádkovny z Divic

Stavba je architektonicky bazilikálním chrámem s hranolovou věží v západním průčelí a pětiboce uzavřeným presbytářem. Po jižní straně presbytáře se nachází sakristie z roku 1873.
Hlavní loď měla původně plochý strop. V klenbě má dnes tři pole křížové žebrové klenby na vtažené pilíře z roku 1573. V západní části je tříramenná dvoupatrová renesanční tribuna. Severní loď má v klenbě křížovou žebrovou klenbu z konce 14. století a křížovou klenbu bez žeber. Jižní loď je sklenuta žebrovou klenbou z poloviny 14. století a klenbou polovalenou s lunetami. Presbytář je s opěráky a hrotitými okny bez kružeb sklenut valenou klenbou s lunetami a paprsčitým závěrem. Na jihozápadní straně lodi je barokní kaple sv. Rocha, která byla postavena na místě zbořené kostnice po roce 1629.

## Zařízení
Současný hlavní oltář s obrazem Petra Brandla z roku 1710 je sem dočasně přemístěn z kaple sv. Vavřince v Mirošovicích. Původní hlavní oltář pochází z roku 1833. Má klasicistní sloupovou architekturu se sochami sv. Václava a sv. Jana Nepomuckého a velký obraz patronů kostela, který byl v roce 1873 opraven. V hlavní lodi jsou dva oltáře a kazatelna, která je pozdně barokní, upravena ve druhé polovině 19. století. Varhany jsou novobarokní z roku 1917.
V jižní lodi se nachází novogotický oltář Panny Marie Pomocné z období po roce 1870, zhotovený podle návrhu L. Denharta. V severní lodi je oltář novorománský a barokní Panny Marie Pomocné s akantovým rozvilinovým rámem z konce 17. století.
V kapli svatého Rocha je oltář s akantovými rozvilinami z roku 1696, který byl zvýšen kolem poloviny 18. století a obraz ze 2. poloviny 19. století. Křtitelnice je kamenná, dvanáctiboká s devíti reliéfy a erbem Jana ml. z Lobkovic. Pochází z období po roce 1580.

## Epitafy
Interiér nabízí epitafy Lobkoviců ze 16. století a dalších majitelů Bíliny. V presbytáři je kamenný epitaf Děpolta z Lobkovic a manželky Anežky z Klinštejna z roku 1528 a velký sloupov epitaf Jana ml. z Lobkovic, který zemřel v roce 1583, a jeho manželek: Hedviky z Oprštorfu († 1583), a Kateřiny z Lobkovic († 1590), s reliéfem Vzkříšení s volnou klečící postavou rytíře. Vně se nachází epitaf Litvína z Lobkovic z období po roce 1580. Má kamennou sloupovou architekturu s reliéfem klečící rodiny zemřelého pod ochranou sv. Petra a Pavla. Stranou se od této skupinky se nachází klečící postava ženy (torzo), pražská práce. Na jižní straně trojlodí je náhrobník Kristyny Zahrádkovny z Divic, manželky Mat. Geznara z Duchcova z období po roce 1580.